# 庞沙尔
庞沙尔（法語：Penchard，法語發音：[pɑ̃ʃaʁ] ⓘ）是法国塞纳-马恩省的一个市镇，属于莫城区。

## 地理
庞沙尔（48°59'10"N, 2°51'34"E）面积4.34 平方千米，位于法国法蘭西島大區塞纳-马恩省，该省份为法国北部内陆省份，北起瓦兹省，西接埃松省、马恩河谷省、塞纳-圣但尼省和瓦兹河谷省，南至卢瓦雷省，东南接约讷省，东临马恩省和奥布省，东北接埃纳省。
与庞沙尔接壤的市镇（或旧市镇、城区）包括：巴尔西、尚布里、克雷日莱莫、蒙蒂永、绍科南-讷夫蒙捷。

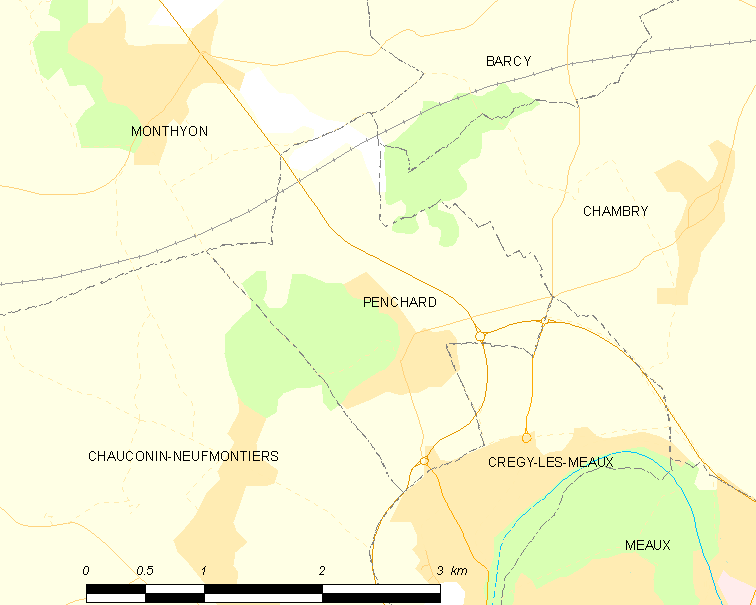
庞沙尔的OSM定位图

庞沙尔的时区为UTC+01:00、UTC+02:00（夏令时）。

## 行政
庞沙尔的邮政编码为77124，INSEE市镇编码为77358。

## 政治
庞沙尔所属的省级选区为克莱-苏伊县。

## 人口

1962-2008年间庞沙尔人口变化图示

庞沙尔于2022年1月1日时的人口数量为1357人。